# Umaro Sissoco Embaló
Umaro El Mokhtar Sissoco Embaló (Bissau, 23 settembre 1972) è un politico e militare guineense, Presidente della Guinea Bissau dal 27 febbraio 2020.
Esponente del Partito Africano per l'Indipendenza della Guinea e di Capo Verde, ricoprì l'incarico di primo ministro dal novembre 2016 al gennaio 2018.
Ha successivamente aderito a Madem G15, col sostegno del quale si è candidato alle elezioni presidenziali del 2019: dopo aver avuto accesso al ballottaggio con il 27,6% dei voti al primo turno, è stato eletto presidente sconfiggendo Domingos Simões Pereira con il 53,5% dei voti.